# Drosophila novitskii
Drosophila novitskii är en tvåvingeart som beskrevs av Sulerud och Miller 1966. Drosophila novitskii ingår i släktet Drosophila och familjen daggflugor.
Artens utbredningsområde täcker de sydvästra delarna av USA.